# Georg Hentz
Georg Hentz, född 15 april 1895 i Karlshamn, död 16 augusti 1968 i Malmö S:t Pauli församling, var en svensk väg- och vattenbyggnadsingenjör.
Efter studentexamen i Växjö 1913 avlade Hentz reservofficersexamen 1915 och avgångsexamen från Kungliga Tekniska högskolans i Stockholm avdelning för väg- och vattenbyggnadskonst 1918. Hentz blev fänrik i fortifikationen 1915, underlöjtnant 1918, löjtnant 1922, löjtnant i Väg- och vattenbyggnadskåren 1922, kapten 1930 och major 1945. 
Hentz var ingenjör i AB Vattenbyggnadsbyrån 1918–19, vid Stockholms stads vattenledningsverk 1920–21, vid Malmö stadsbyggnadskontor 1921–36, chef för Helsingborgs stads vattenverk 1937–39 och slutligen gatuchef i Malmö 1939–60.